# 施内斯部队
施内斯部队（Schnez-Truppe）又名施内斯组织（Schnez Organization），是1949年由原德意志国防军以及武装党卫队成员在阿尔伯特·施内斯（Albert Schnez）領導下组建的非法秘密准军事组织，該軍事組織成立的目的是保衛西德阻止苏联入侵該國。施内斯部队在创建之初只有约2000名前军官；后来规模扩大至40000人。  
施内斯部队在德国南部的美占区较为活跃，其目标为在战争爆发时能很快将4个装甲师投入战场。若无外国干涉情況下，两德如果爆发类似于朝鲜战争的内战（即东德入侵西德），那么施内斯部队也将投入作战。 